# کونسسلوس کیپروتو
کونسسلوس کیپروتو (انگلیسی: Conseslus Kipruto؛ زادهٔ ۸ دسامبر ۱۹۹۴) یک دونده دو نیمه‌استقامت اهل کنیا است. از افتخارات وی می‌توان به کسب مدال طلا دو ۳۰۰۰ متر با مانع در بازی‌های المپیک تابستانی ۲۰۱۶ اشاره کرد.